# 니콜라이 기아우로프
니꼴라이 게우로프(Nicolai Ghiaurov,(((Николай Гяуров)))1929년 9월 13일 ~ 2004년 6월 2일)는 불가리아의 오페라 가수이자 전후 시대의 가장 유명한 베이스 가수이다.
게우로프는 불가리아에서 태어나 모스크바에서 공부하였다. 1956년 소피아에서 <돈 바릴리오>를 불러 데뷔. 이어 1959년에 라 스칼라극장에 등장하여 그 뛰어난 소리가 카라얀에게 인정되어 1965년에 잘츠부르크에서 <보리수>를 불러 절찬을 받아 계속적인 활동을 계속하였다.